# Коффлер, Ханно
Ха́нно Ко́ффлер (нем. Hanno Koffler; род. 25 марта 1980, Берлин, Германия) — немецкий актёр и музыкант. Среди его самых известных фильмов — «Летний шторм» (2004) с Робертом Штадлобером и «Крабат» (2008) с Даниэлем Брюлем и Томом Влашихой. Оба фильма сняты немецким режиссёром Марко Кройцпайнтнером. Его самая выдающаяся работа была в фильме «Свободное падение» (2013) вместе с Максом Римельтом и Катариной Шюттлер, режиссёром которого был Стефан Лакант. Затем он снялся в номинированном на премию «Оскар» фильме «Работа без авторства» (2018) режиссёра Флориана Хенкеля фон Доннерсмарка и играл главные роли вместе с Томом Шиллингом, Себастьяном Кохом, Паулой Бер и Саскией Розендаль.

## Биография
Ханно Коффлер родился в Берлине, Федеративная Республика Германия (Германия). В 1994 году он основал группу Kerosin вместе со своим братом Максом Коффлером. В 2002 году группа заняла второе место на крупнейшем в мире конкурсе живых выступлений Emergenza.
Был воспитан со своими тремя братьями в Шарлоттенбурге в семье рабочего среднего класса. С падением Берлинской стены пострадало финансовое положение семьи, что вынудило семью переехать в Саксонию-Ангальт. В раннем возрасте Коффлер начал играть небольшие роли в пьесах.
По возвращении в Берлин в возрасте 18 лет Коффлер поступал в театральную школу Эрнста Буша, но провалился. В 2002 году он официально начал свою актёрскую карьеру с различных ролей в таких кинофильмах, как «Анатомия 2» и в фильмах Марко Кройцпайнтнера , включая «Летний шторм» 2004 года и «Крабат» в 2008 году. Позже он переехал в Австрию. До 2007 года учился актёрскому мастерству на семинаре Макса Рейнхардта в Вене, где  играл роли в различных театральных постановках, поставленных Клаусом Марией Брандауэр.
После нескольких выступлений на телевидении, в театре и кино в 2013 году он снялся в фильме «Свободное падение» вместе с Максом Римельтом и Катариной Шюттлер . Фильм был снят режиссёром Стефаном Лакантом и имел огромный успех как в Германии, так и за рубежом. В 2017 году через краудфандинг была запущена кампания по реализации сиквела.

## Награды
- Международный кинофестиваль в Дурбане, ЮАР (2008) — Лучший актёр (фильм Взгляд ночи)[3]
- 2014 — Deutscher Filmpreis — номинирован на золотую кинопремию за лучшую мужскую роль в главной роли фильма "Свободное падение"[4].

## Фильмография
| Год         |     | Русское название                         | Оригинальное название                 | Роль                         |
| ----------- | --- | ---------------------------------------- | ------------------------------------- | ---------------------------- |
| 2001        | кор | REC-кассетные девочки/кассетные мальчики | REC - Kassettenjungs/Kassettenmädchen | Björn / Бьорн                |
| 2002        | тф  | Большой упрямец                          | Die Dickköpfe                         | Ricky Mühldorfer / Рики      |
| 2003        | ф   |                                          | Ganz und gar                          | Micha                        |
| 2003        | ф   | Анатомия 2                               | Anatomie 2                            | Willi Hauser                 |
| 2004        | ф   | Летний шторм                             | Sommersturm                           | Malte / Мальте               |
| 2005        | ф   | Кометы города Халле                      | Hallesche Kometen                     | Ben / Бен                    |
| 2005        | тф  | Путь Шарлотты                            | Charlotte und ihre Männer             | Jacko                        |
| 2006        | ф   |                                          | Rabenbrüder                           | Mark Kiefer                  |
| 2008        | тф  | Взгляд ночи                              | Nacht vor Augen                       | David / Давид                |
| 2008        | ф   | Красный барон                            | Der rote Baron                        | Lehmann                      |
| 2008        | ф   | Крабат. Ученик колдуна                   | Krabat                                | Juro / Юро                   |
| 2009        | ф   |                                          | Unter Strom                           | Frankie Huber                |
| 2009        | тф  | За стеной                                | Jenseits der Mauern                   | Victor                       |
| 2010 - 2012 | с   | Die Draufgänger                          | Steven                                |                              |
| 2011        | ф   | Кто, если не мы? (фильм, 2011)           | Wer wenn nicht wir                    | Uli Ensslin                  |
| 2012        | тф  | Иностранный легион                       | Auslandseinsatz                       | Ronnie Klein                 |
| 2013        | ф   | Свободное падение                        | Freier Fall                           | Marc Borgmann / Марк Боргман |
| 2013        | тф  | Лотта и светлое будущее                  | Lotta & die frohe Zukunft             | David Bülow                  |
| 2014        | тф  |                                          | Marie Brand und das Mädchen im Ring   | Ralle Schröder               |
| 2014        | тф  |                                          | Besondere Schwere der Schuld          | Tom Barner                   |
| 2014        | ф   | Начало                                   | Coming In                             | Adrian                       |
| 2015        | тф  |                                          | Max e Hélène                          | Hans Berk                    |
| 2015        | ф   | Закалка                                  | Härte                                 | Andy                         |
| 2015        | ф   |                                          | Meister des Todes                     | Zierler, Peter               |
| 2015        | ф   |                                          | Treppe Aufwärts                       | Adam                         |
|             | ф   | Отравители                               | The Angel Makers                      |                              |